# Estelle Hemsley
Estelle Hemsley (Boston, 5 maggio 1887 – Hollywood, 5 novembre 1968) è stata un'attrice statunitense.

## Filmografia parziale
- Nel fango della periferia (Edge of the City), regia di Martin Ritt (1957)
- Verdi dimore (Green Mansions), regia di Mel Ferrer (1959)
- L'orma del gigante (Take a Giant Step), regia di Philip Leacock (1959)
- The Leech Woman, regia di Edward Dein (1960)
- Il ribelle dell'Anatolia (America America), regia di Elia Kazan (1963)
- L'ultimo tentativo (Baby the Rain Must Fall), regia di Robert Mulligan (1965)